# Parc de l'Ouest (Madrid)
Le parc de l'Ouest est un parc de  Madrid (Espagne) situé entre la route de La Corogne, la Cité Universitaire et le quartier de Moncloa.
Le parc comporte des aménagements qui méritent la visite, comme la Roseraie du parc de l'Ouest, dans laquelle se célèbre tous les ans un concours international de création de variété de roses depuis les années 1940. Le célèbre Temple de Debod, de l'époque ptolémaïque égyptienne, se trouve au sud du parc. Des casemates franquistes de la Guerre Civile espagnole se cachent dans le petit bois du nord du parc.

## Histoire

### Le premier parc 1905-1936
Jusqu'au XXe siècle, les terrains actuellement occupés par le parc étaient la décharge principale de la ville. La construction du parc est décidée à l'initiative d'Alberto Aguilera, maire de la ville, qui en 1906 demande au paysagiste Celedonio Rodrigáñez le tracé d'un lieu pour la promenade et le repos. Les travaux commencent en 1893. La première phase est inaugurée en 1905. Cette phase compte alors près de 87 hectares, entre les actuelles rues de Morete et Séneca, plus une Promenade de Voitures, aujourd'hui Promenade de Camoens.
En 1906 se poursuivent les travaux de la deuxième phase, qui étendent le parc jusqu'à la Caserne de la Montagne (sur l'emplacement du Temple de Debod aujourd'hui). Le parc pousse sur d'anciens décombres, en parallèle de la promenade du Peintre Rosales.

### La guerre des tranchées 1936-1945
Pendant la Guerre Civile le parc de l'Ouest se transforme en champ de bataille de la bataille de la Cité Universitaire. Des tranchées déchirent le jardin, des casemates (bunkers) surgissent. Le parc est pilonné par l'artillerie. Les madrilènes résistent comme ils peuvent à l'encerclement de l'armée putchiste de Franco, sous la bannière du No pasarán. 

Trois casemates (bunkers) du camp franquiste conservés au nord du parc
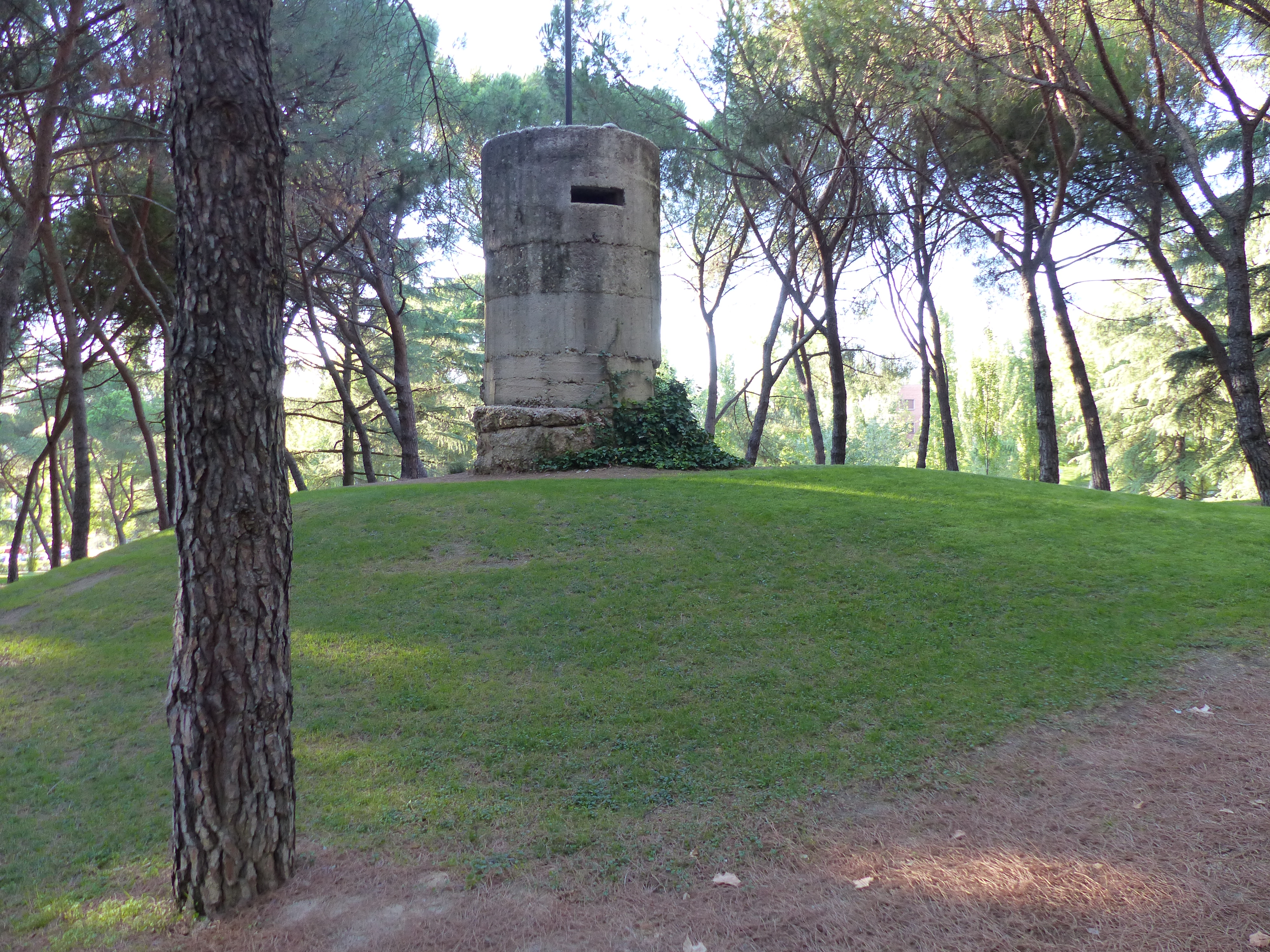
Bunker ouest
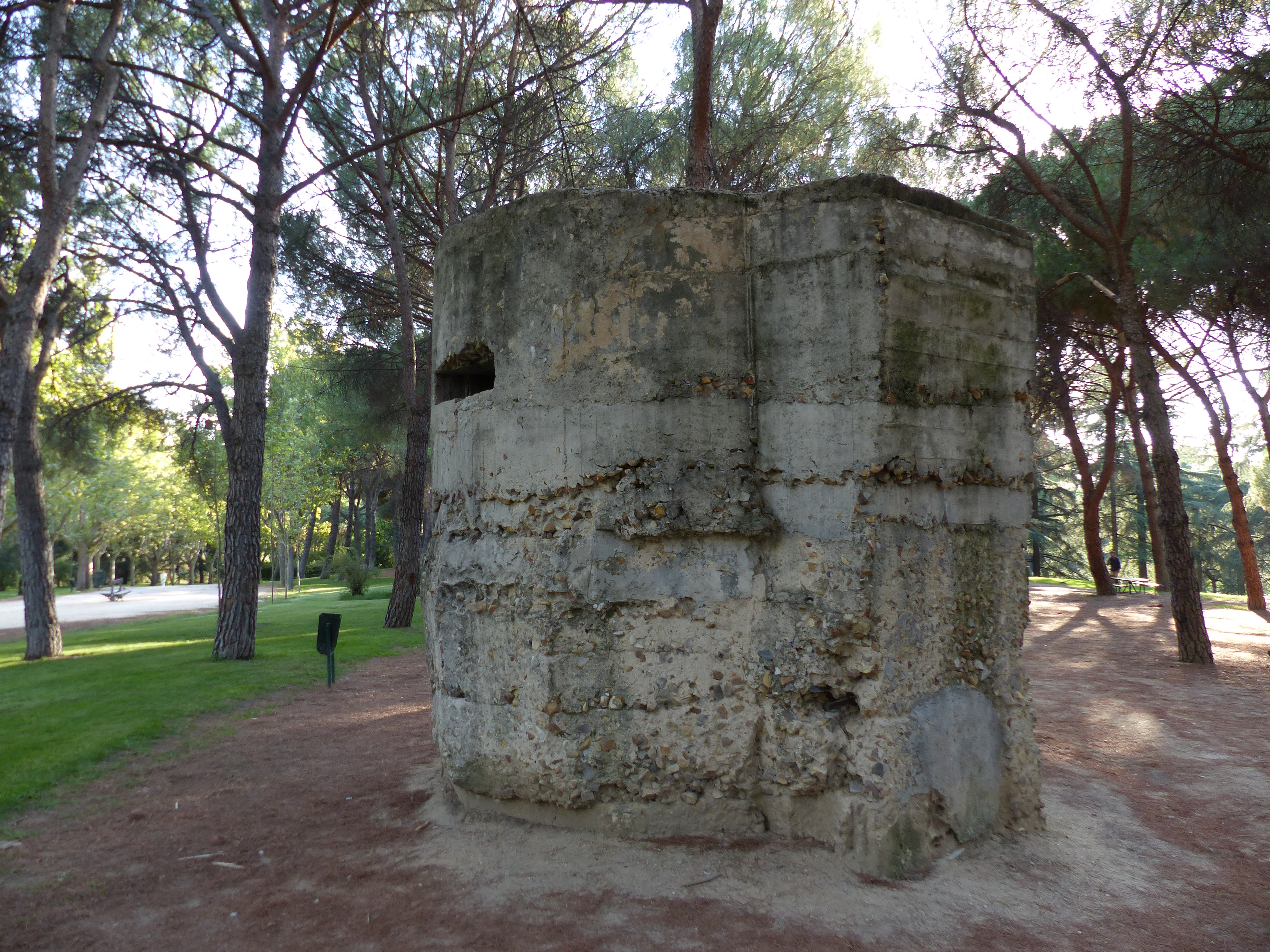
Bunker ouest
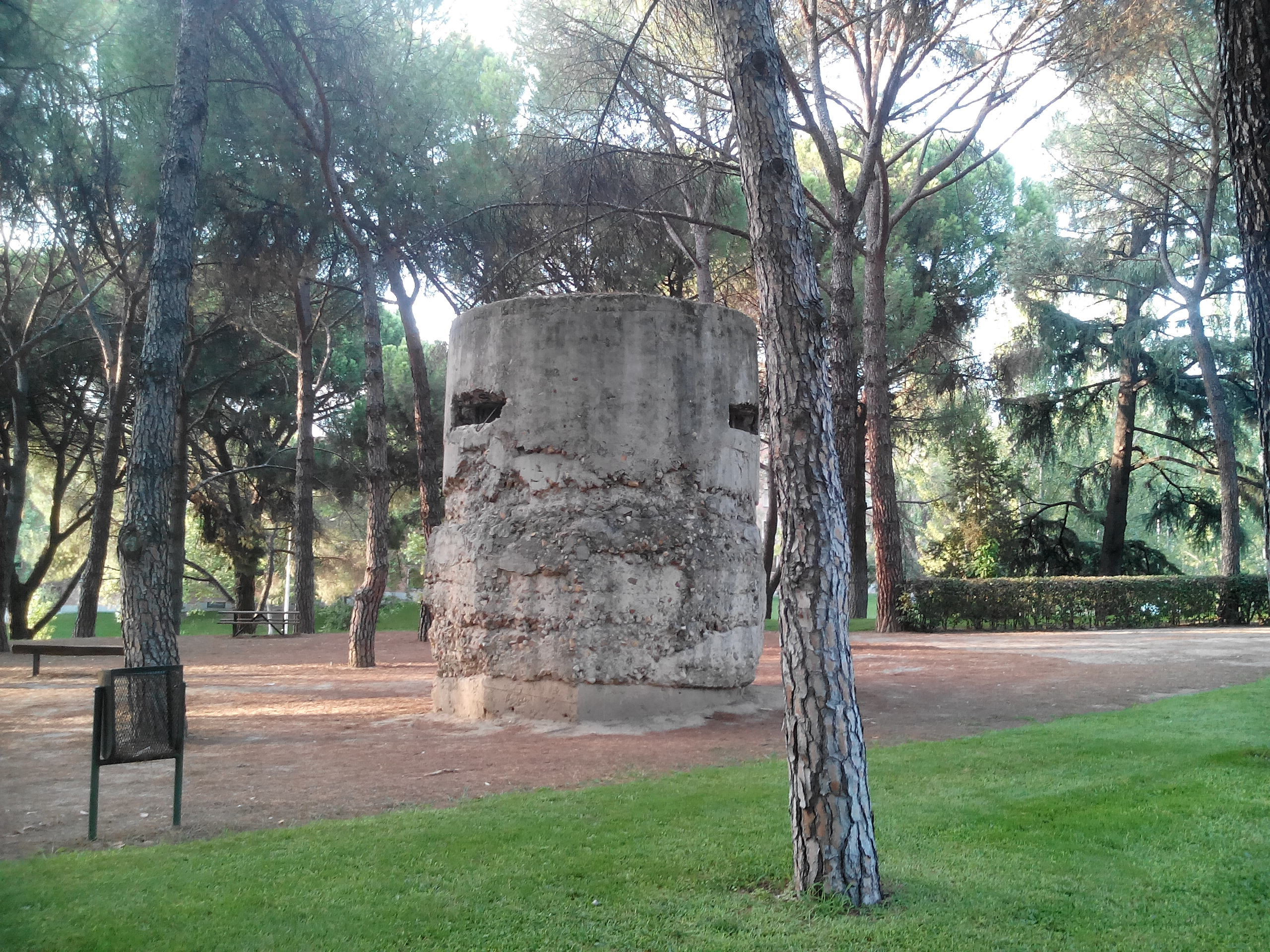
Bunker centre
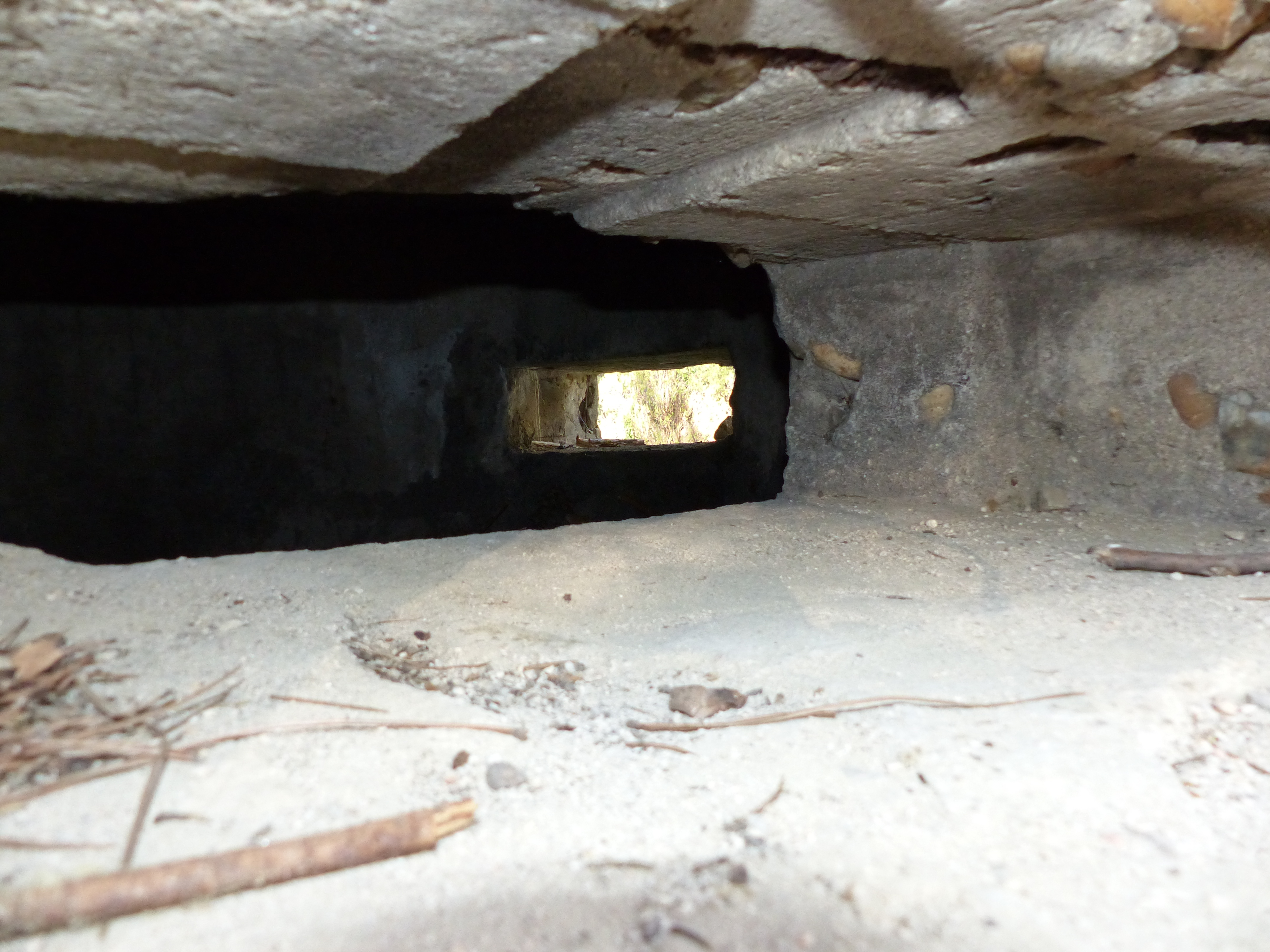
bunker centre
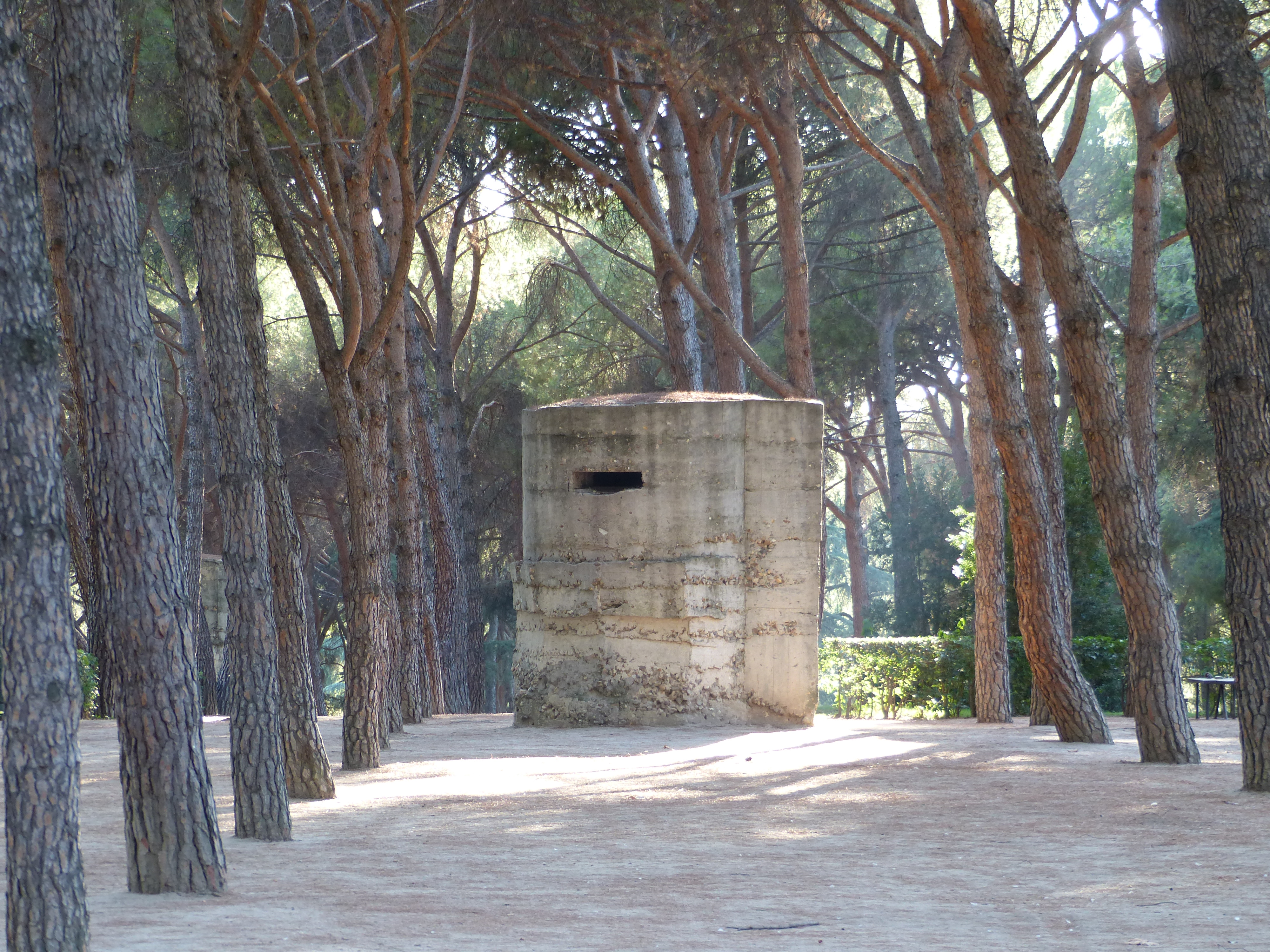
Bunker est

### La reconstruction sous Franco 1945-1976

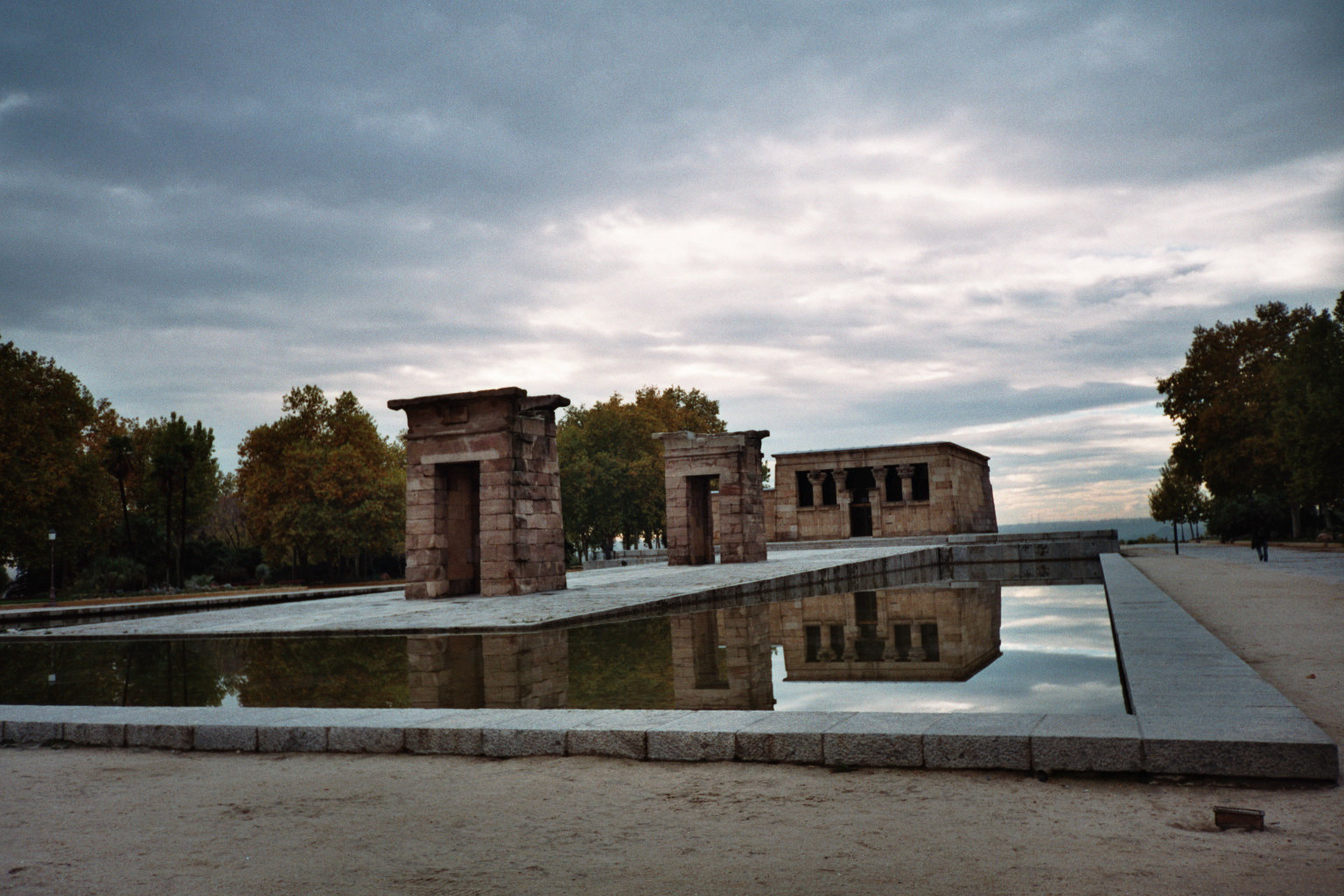
Temple de Debod

Après la défaite républicaine, Cecilio Rodríguez, responsable des parcs municipaux, est chargé de la reconstruction du parc, qui dure jusqu'à la fin des années quarante. Le caractère paysager du parc, type jardin à l'anglaise, est repris, ainsi que le type de plantation et le tracé des chemins.
Le parc se développe entre 1956 et 1973. Il occupe les terrains de la Caserne de la Montagne, où est remonté le temple égyptien de Debod, offert par Nasser à l'Espagne en remerciement du soutien à la campagne de sauvetage du patrimoine millénaire englouti par la construction du barrage d'Assouan.
Le Téléphérique de Madrid relie à partir de 1967 le parc de l'Ouest avec celui de Casa del Campo.

Plus au nord, une roseraie à vocation internationale est construite, et un concours annuel international récompensant la création de nouvelles variétés est fondé.

Fontaine de Juan de Villanueva (1952).
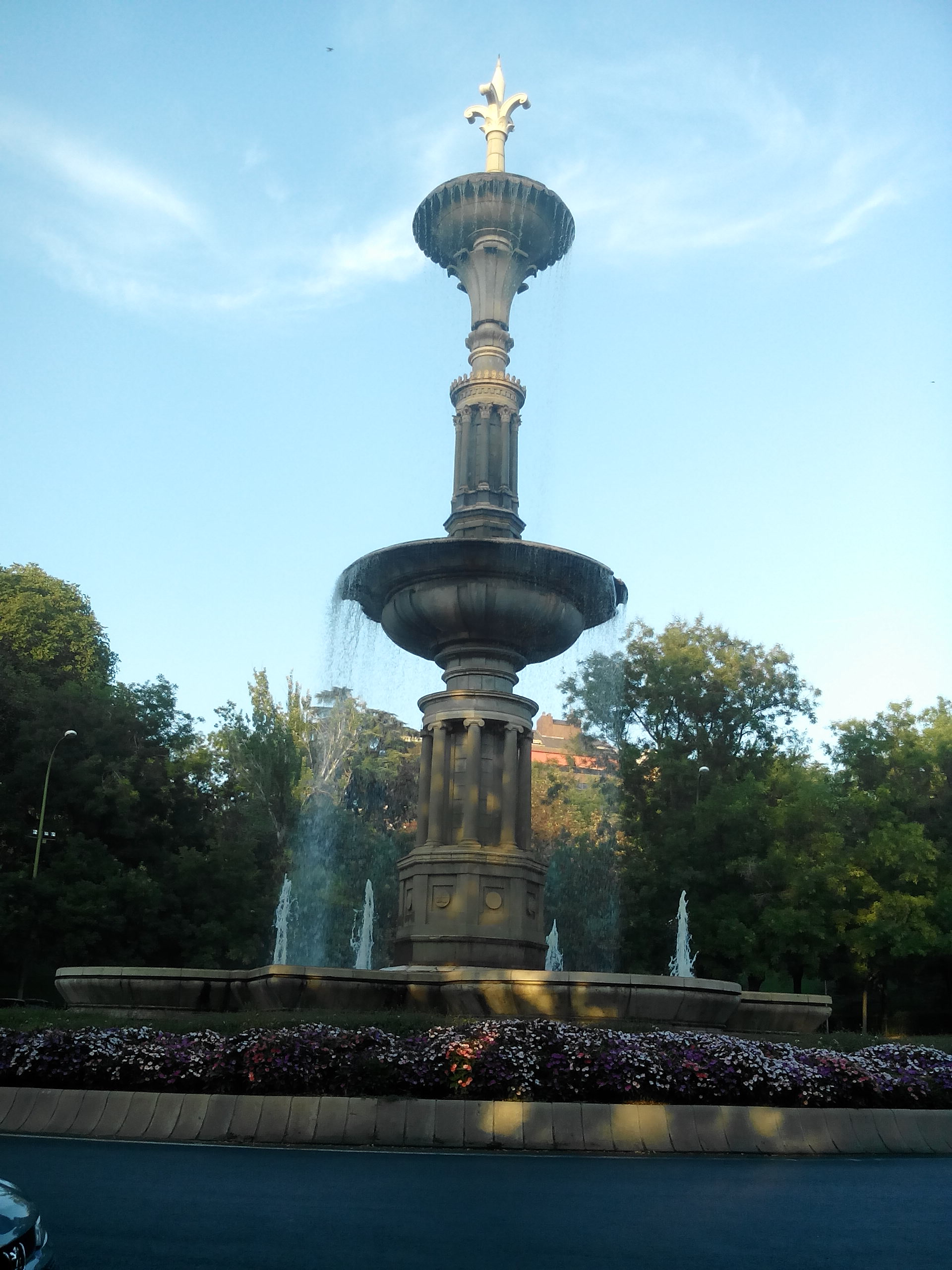
De jour...
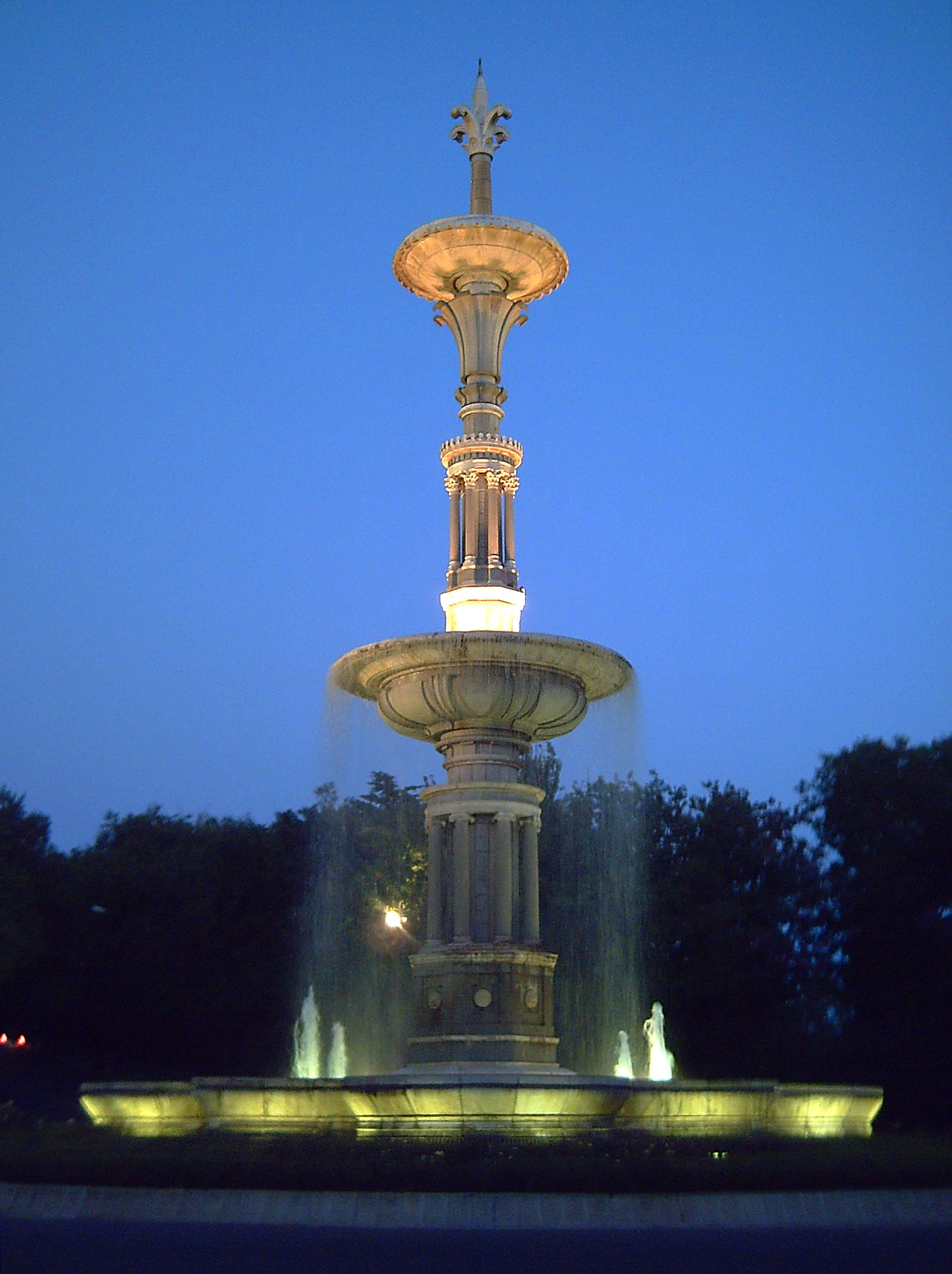
...et de nuit.

### Le parc aujourd'hui

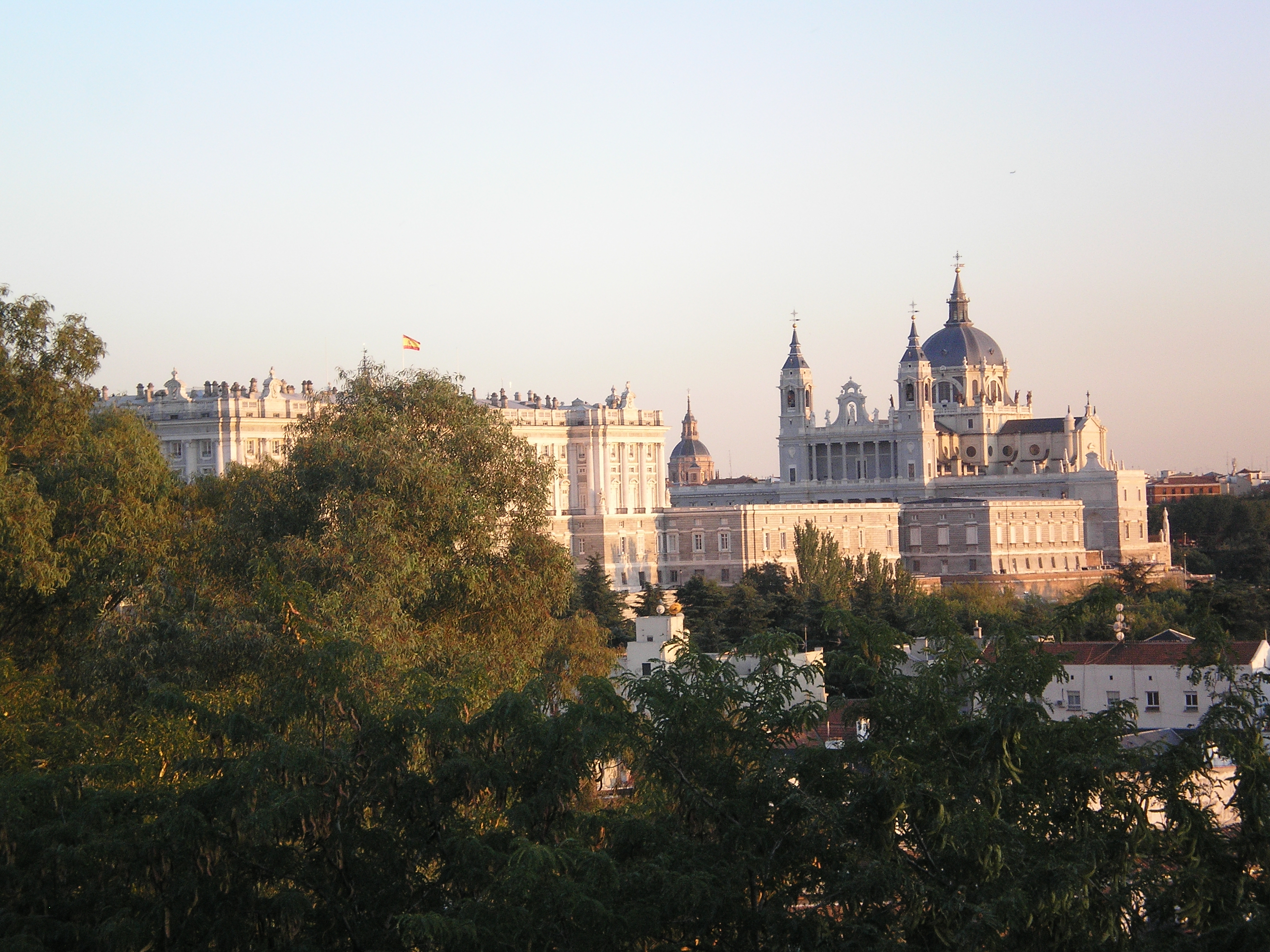
Vue du Palais du Roi et de la cathédrale de la Almudena

Le parc est aujourd'hui un poumon vert de la capitale espagnole, habritant une flore exceptionnelle par sa variété. Des nichoirs accueillent une avifaune nombreuse, visible dans une zone d'observation pédagogique au nord du parc.
Il fait partie des rituels dominicaux des madrilènes des quartiers oest. Le matin et le soir ses chemins sont parcourus par les joggeurs, notamment les nombreux étudiants espagnols et erasmus de la cité universitaire toute proche.
Les touristes se concentrent surtout dans la zone sud du parc, autour du Temple de Debod, accessible à pied depuis le Palais Royal, et qui offre une vue romantique sur ses jardins, particulièrement au crépuscule. Les trois casemates du nord du parc sont peu accessibles en transport en commun et mal indiquées. Il n'y a pas de notice historique sur place, ce qui explique leur méconnaissance et leur faible fréquentation, sinon d'un public intéressé par l'histoire mouvementée de l'Espagne républicaine et des fascismes à l'heure de la Seconde Guerre mondiale.

## Galerie de sculptures

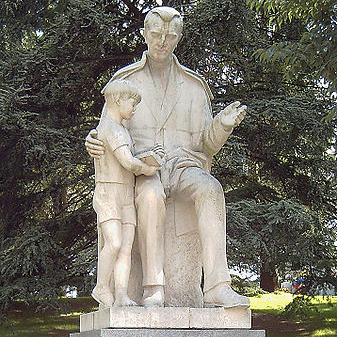
Monument au Maître
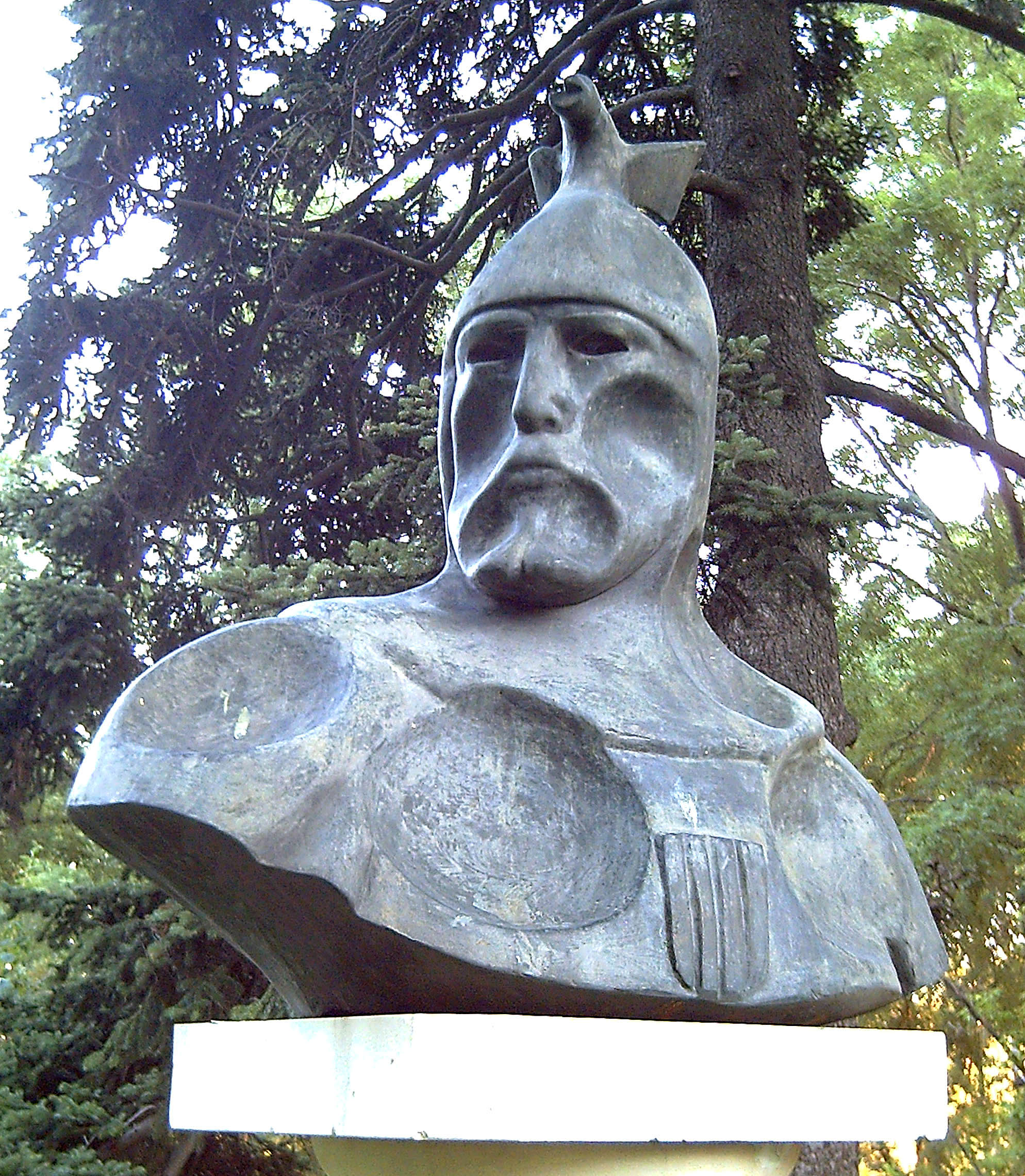
Busto De Jaime par Nassio Bayarri.
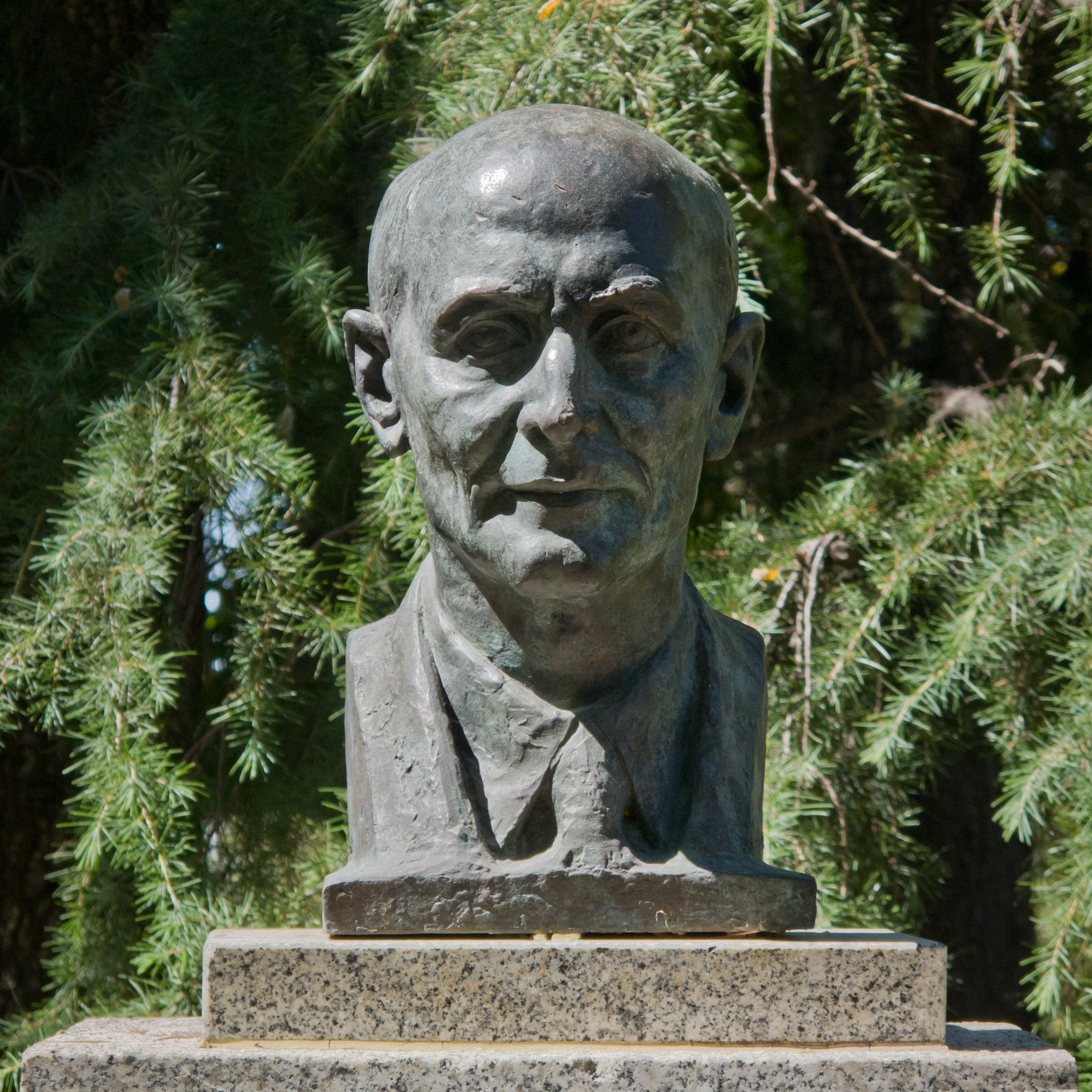
Busto de Paul Harris.
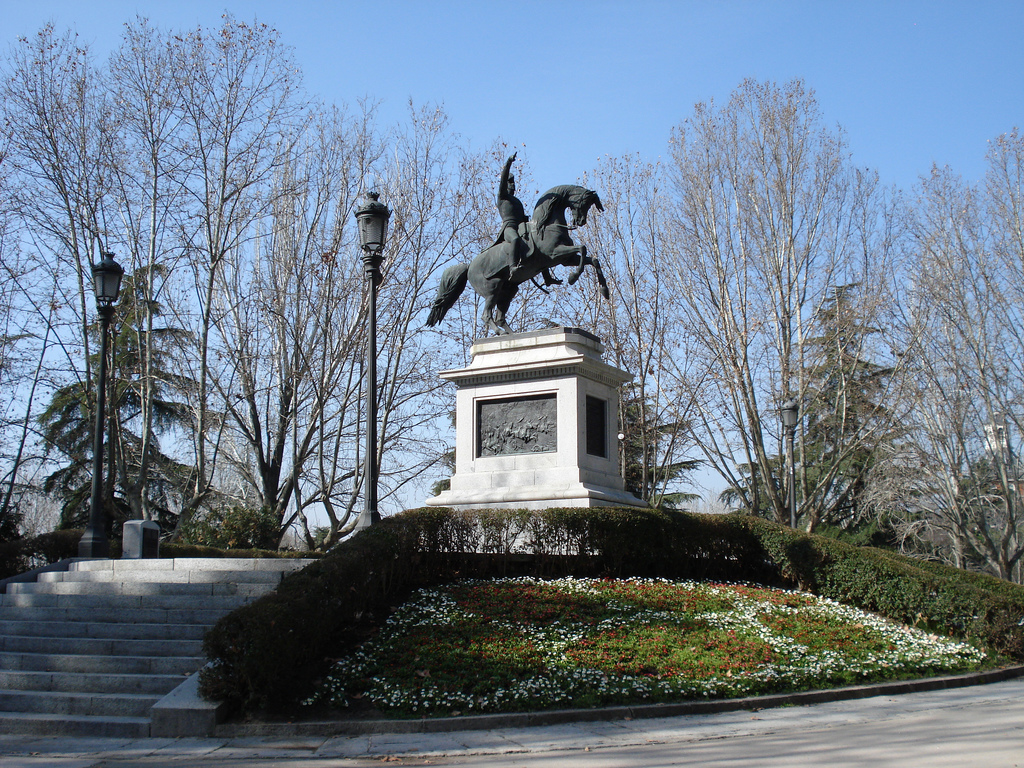
Monument à José de Saint-Martin.
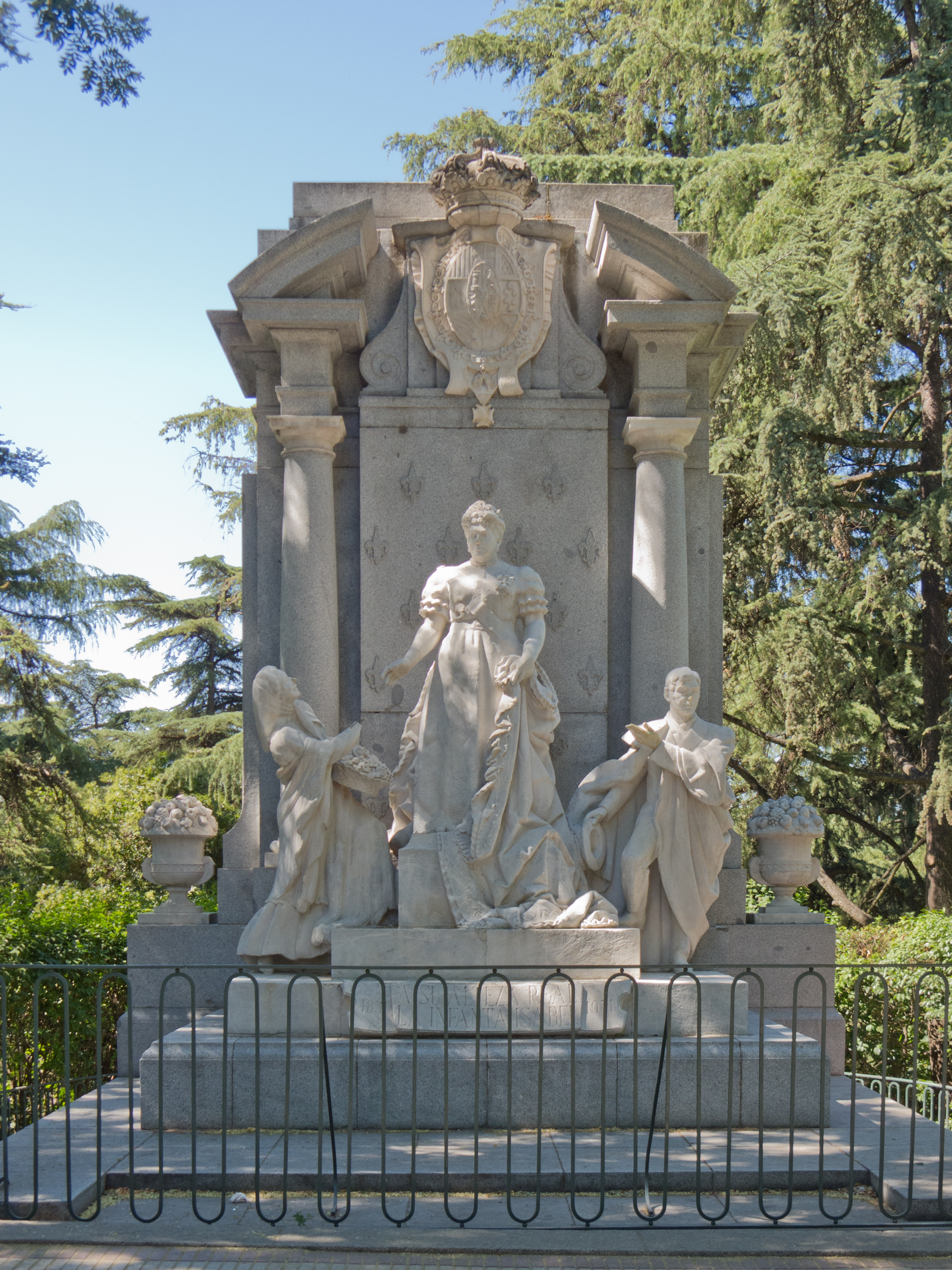
Monument à la reine Isabelle II
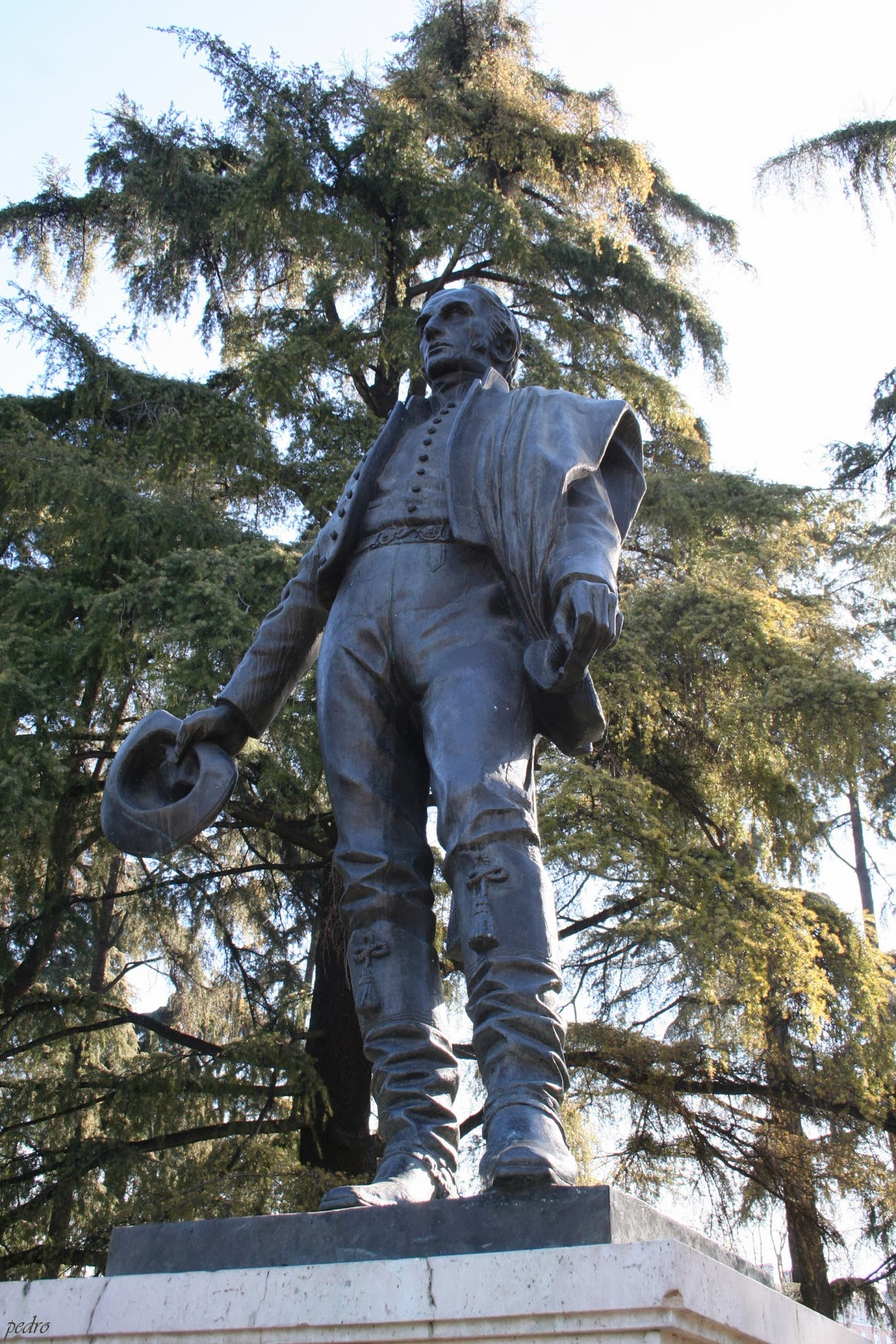
Statue du général José Gervasio d'Artigas.
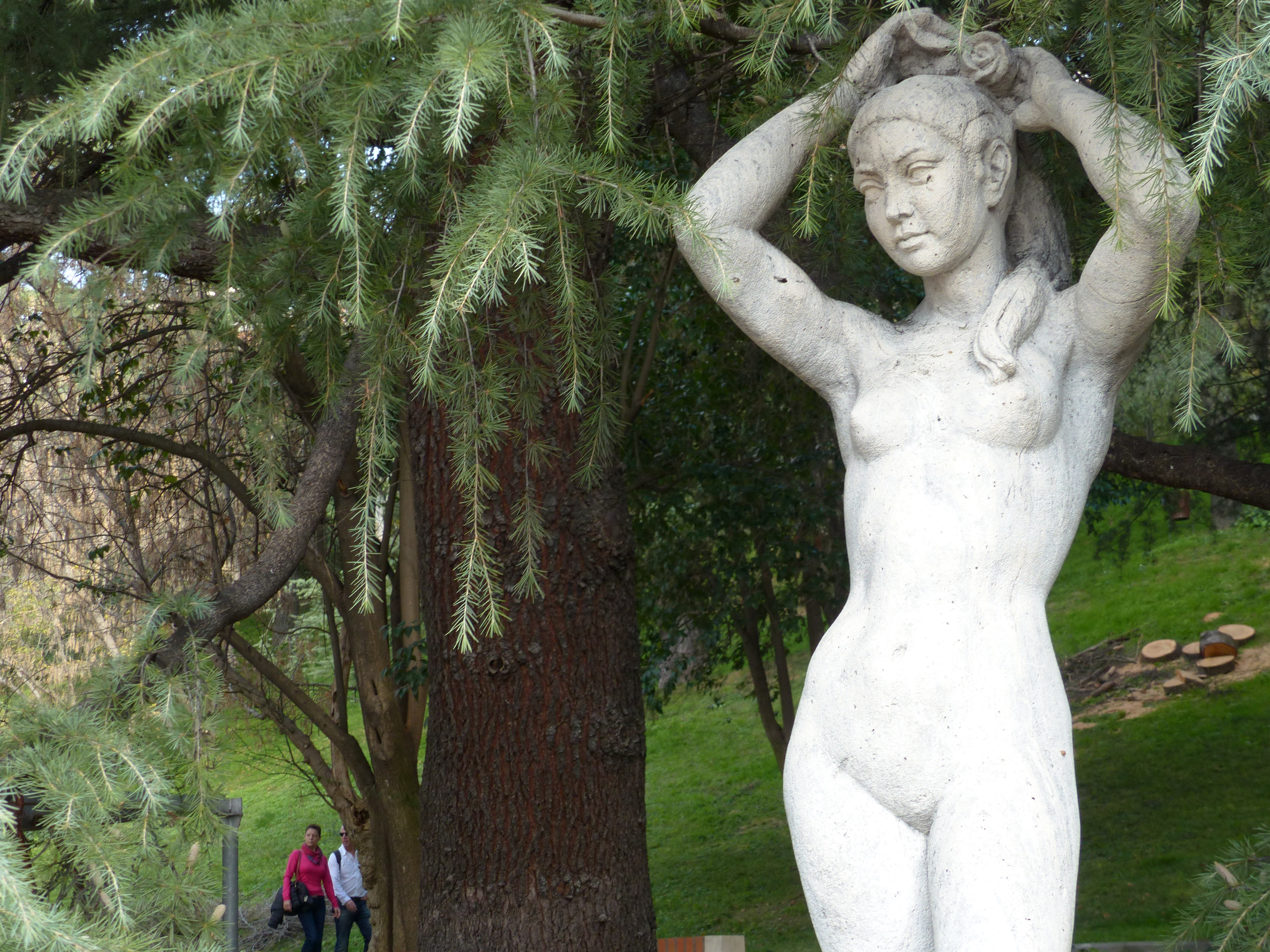
Nymphe
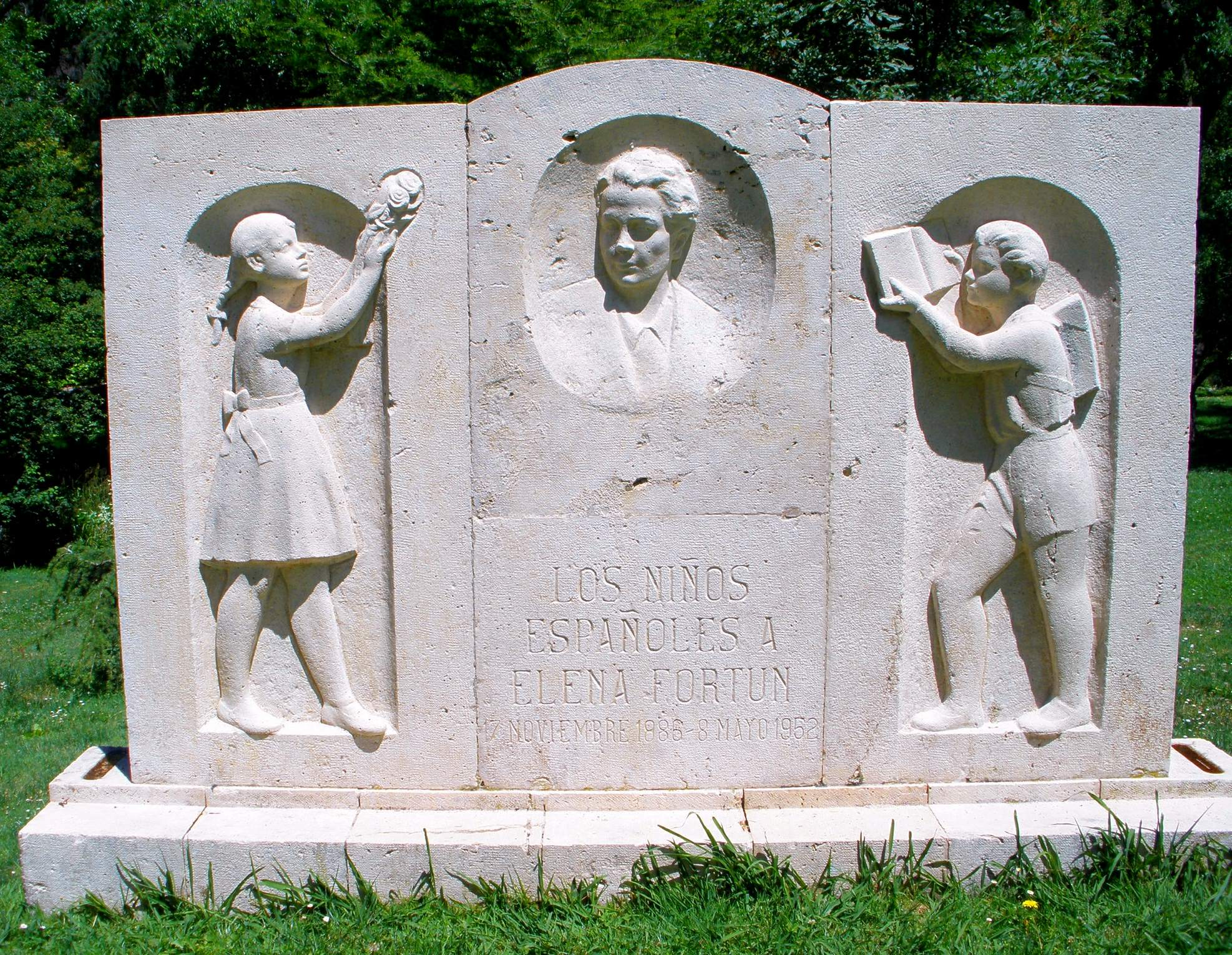
Monument à l'écrivaine Elena Fortún, de José Planes.

## Articles liés
- Calle de Ferraz
- Parc de l'ampoule
- Guerre civile espagnole
- No pasarán (slogan)

## Bibliografía
- Gómez Mendoza, Josefina (2003). Real Academia de la Historia, ed. El gobierno de la naturaleza en la ciudad: ornato y ambientalismo en el Madrid decimonónico.  (ISBN 9788496849075).

- Mazimpaka, Vicente; Vicente, Jesús; Ron Álvarez, María Eugenia (1988). «Contribución al conocimiento de la brioflora urbana de la ciudad de Madrid». Anales del Jardín Botánico de Madrid (Consejo Superior de Investigaciones Científicas) 45 (1): 61-73. ISSN 0211-1322.